# Serafinski kolegij, Ljubljana
Serafinski kolegij (tudi Collegium seraphicum) je zgradba, ki se nahaja v središču Ljubljane, med Čopovo, Nazorjevo, Slovensko cesto in cerkvijo Marijinega oznanjenja.
Prvotno semenišče za frančiškanske novince je delovalo v sklopu župnije Ljubljana - Marijino oznanjenje, do leta 2014 pa je bil v tej stavbi sedež Akademije za gledališče, režijo, film in televizijo v Ljubljani. 

## Zgodovina
Zgradbo so izdelali: Ladislav Kham (arhitekt), Stanko Dimnik (statik) in Miroslav Zupan (stavbenik). Gradnja je bila zaključena leta 1937, pri čemer je imela na dvoriščnem pročelju napisa: Tisti, ki jih mnogo poučijo v pravičnosti, modrosti, ljubezni in lepoti se bodo svetili kakor zvezde vse večne čase (po Danielu 12,3) in Virtuti et musis (Kreposti in Muzam).
Kipar Boris Kalin je za stavbo izdelal tri kipe: kip sv. Frančiška so prestavili na cerkev sv. Frančiška Asiškega, kip Duns Skota so prestavili na vrt Frančiškanskega samostana Ljubljana Center, medtem ko kip Marije z otrokom še vedno stoji na vzhodni strani zgradbe.
Leta 1949 se je v nacionalizirano zgradbo preselila akademija, pri čemer so kuhinjo in jedilnico spremenili v knjižnico, visoko pritličje in prvo nadstropje s kapelo so spremenili v kabinete in predavalnice, medtem ko so drugo in tretje nadstropje sprva pustili za stanovanja.
Frančiškansko dvorano kolegija so leta 1949 predali Mestnemu gledališču ljubljanskemu, leta 1951 povečali oder in leta 1973 še prenovili dvorano ter dogradili nove prostore. Med letoma 1987 in 1991 se je akademija razširila še na 2. in 3. nadstropje. Od leta 2014 zaseda le še kletne prostore, del pritličja ter prvi dve nadstropji (velike predavalnice), saj se je večinoma preselila na Trubarjevo cesto.